# Demolis flavithorax
Demolis flavithorax là một loài bướm đêm thuộc phân họ Arctiinae, họ Erebidae.